# Fresh Produce
Fresh Produce – album studyjny brytyjskiego muzyka i wokalisty Finka, wydany 1 czerwca 2000 roku nakładem wytwórni płytowej Ntone. Za projekt okładki albumu odpowiedzialny był Leigh Smiler. 
Album wydano na płycie gramofonowej, płycie kompaktowej oraz w formacie digital download.

## Lista utworów
Opracowano na podstawie materiału źródłowego.
1. „Tubb Journey” – 6:36
2. „The Fink vs. DJ Ali-Cat” – 6:49
3. „We Are Ninja” – 6:01
4. „Break N Enter” – 5:55
5. „Ever since I Was a Kid” (Part 1) – 4:56
6. „It Seemed I Collected Something” (Part 2) – 6:14
7. „Good Day for Hippos” – 5:52
8. „Green” – 4:19
9. „Celebrity Speedtrap” – 5:31
10. „Bristol Switch” – 4:37